# Kazimierz Kaszewski

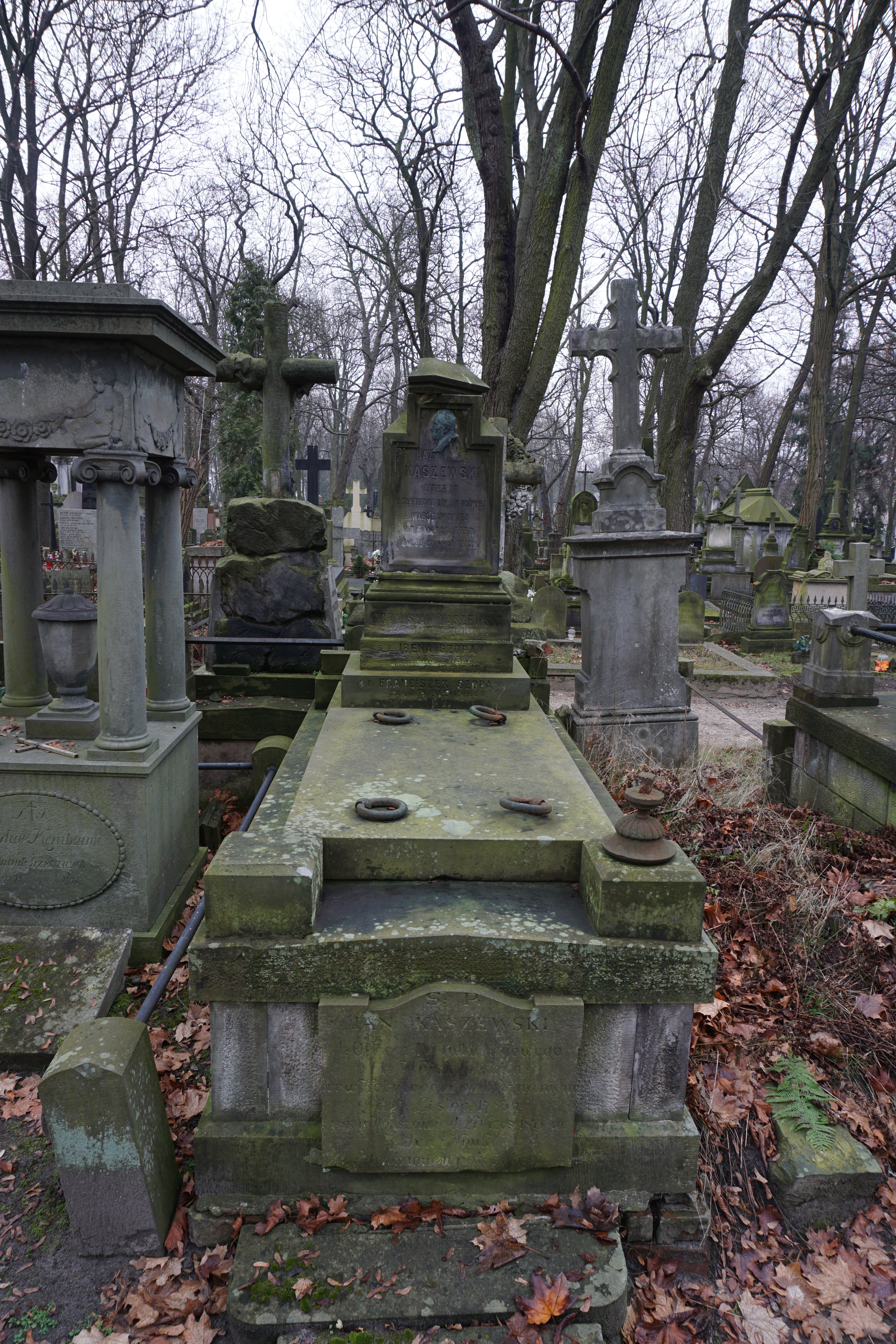
Grób Kazimierza Kaszewskiego na cmentarzu Powązkowskim

Kazimierz Jan Kaszewski (ur. 5 marca 1825 w Warszawie, zm. 30 czerwca 1910 tamże) – polski krytyk literacki i teatralny, tłumacz, członek Towarzystwa Naukowego Warszawskiego.

## Życiorys
Był synem Jana Nepomucena (kompozytora, uczestnika powstania listopadowego, twórcy pierwotnej wersji melodii pieśni Boże, coś Polskę) i Teofili z Iwańskich. Uczęszczał do gimnazjum gubernialnego w Warszawie (do 1840), następnie na kursy przygotowawcze dla nauczycieli szkół rządowych w Warszawie (1840-1843). Przez wiele lat pracował jako urzędnik w administracji szkolnej; był m.in. sekretarzem Instytutu Panien w Puławach (1853-1857), sekretarzem Akademii Medyko-Chirurgicznej w Warszawie (1857-1862), sekretarzem zarządzającym Szkoły Głównej Warszawskiej (1862-1869), a także sekretarzem Rady Nadzorczej przy Towarzystwie Kredytowym Miejskim w Warszawie (1865-1909). W 1848 uczestniczył w powstaniu wielkopolskim i wojnie węgierskiej. W latach 1861–1862 wykładał logikę i psychologię na kursach przygotowawczych Szkoły Głównej Warszawskiej, przez krótki czas (1845) był nauczycielem w majątku rodu Jundziłłów w Iwacewiczach.
Był uznanym krytykiem literackim i teatralnym. Współpracował z „Tygodnikiem Ilustrowanym”, „Kłosami”, „Biblioteką Warszawską”. Był jednym z autorów haseł do 28 tomowej Encyklopedii Powszechnej Orgelbranda z lat 1859-1868. Jego nazwisko wymienione jest w I tomie z 1859 roku na liście twórców zawartości tej encyklopedii. Od 1865 roku (do końca życia) redagował „Tygodnik Romansów i Powieści”. W 1873 został wybrany na członka zagranicznego Akademii Umiejętności w Krakowie, ale miejsca w akademii nie otrzymał wobec sprzeciwu władz austriackich; należał natomiast od 1908 do Towarzystwa Naukowego Warszawskiego. Był również członkiem honorowym Warszawskiej Kasy Literackiej.
Prowadził badania porównawcze nad estetyką i filozofią w utworach takich autorów, jak Seneka Młodszy, Lukrecjusz, Pierre Abelard, Baruch Spinoza, Wolter, Hippolyte Taine, August Comte. Krytykował część założeń metodologicznych pozytywizmu, bronił zarazem pozytywistów przed zarzutami o ateizm, materializm i fatalizm. Był sceptycznie nastawiony do literatury młodopolskiej. Uznawał, że rolą krytyki jest uchwycenie piękna utworu, z uwzględnieniem ducha czasu, warunków społecznych i politycznych oraz kultury, a za jedyną metodę naukową do badania zagadnień sztuki przyjmował metodę psychologiczną. Dokonał analizy głównych podręczników z historii literatury polskiej II połowy XIX wieku. Przygotował do wydania Wypisy z autorów starożytnych (1880). Spoczywa na cmentarzu Powązkowskim w Warszawie (kwatera 34-2-16).

## Upamiętnienie
- w Kościele Wszystkich Świętych w Warszawie w listopadzie 1911 wmurowano i poświęcono tablicę autorstwa rzeźbiarza Czesława Makowskiego w formie płyty z marmuru i medalionu z brązu. Na tablicy umieszczono napis" Ś.p. Kazimierz Kaszewski, literat-krytyk, tłumacz klasyków greckich na język polski. Urodzony 5/III 1820, zmarł 30/VI 1910 r."[3]

## Twórczość
Jako tłumacz ogłosił m.in. Tragedie Sofoklesa (1888), Tragedie Ajschylosa (1895), Bukoliki Teokryta (1901), Prace i dni (1901) i Teogonię (1904) Hezjoda, liryki Anakreonta (1907), drobne utwory autorów francuskich (m.in. Wiktora Hugo) i niemieckich (m.in. Paula Heyse). Jego tłumaczenia wysoko cenił Piotr Chmielowski, wskazując na wierność przekładu i zachowanie ducha języka autorów; w późniejszym czasie tłumaczenia te spotykały się z mniejszą przychylnością.
Ogłosił komedię On będzie moim (1867), a także wiele prac naukowych z literatury, hellenistyki i pedagogiki, m.in.:
- Nauka logiki i jej korzyści (1861)
- Jan Amos Komeński (1862)
- Życie i pisma Salomona Majmona (1862)
- Pozytywizm, jego metoda i następstwa (1869)
- Kształcenie kobiet w Stanach Zjednoczonych Ameryki (1870)
- Krytyka literacka i jej trudności (1872)
- Luiz Camoens i jego dzieło (1880)
- Powieści ludowe Kraszewskiego (1880)
- Historia literatury greckiej (1881)
- Klasycyzm w szkołach (1886)
- Istota i zadanie powieści (1897)
- Gimnazjum (1899)
- Powołanie do badań oświaty polskiej (1902)
- Szacunek dla dziecka (1902)